# パウル・ヘッカー
パウル・ヘッカー（Paul Hoecker または Paul Höcker、1854年8月11日 - 1910年1月13日）はドイツの画家である。ミュンヘン美術院の教授を務めた。ミュンヘン分離派の創立メンバーで初代の事務局長を務めた。

## 略歴
現在のポーランド、ドルヌィ・シロンスク県（「下シレジア」）のドウゴポレ＝グルネ（Długopole Górne、ドイツ語呼称:Oberlangenau）に生まれた。
1874年10月にミュンヘン美術院に入学し、1879年まで学び、ヴィルヘルム・フォン・ディーツに学んだ。1882年にパリ、オランダ、ホルシュタインやドイツの港町を旅してミュンヘンに戻った。フリッツ・フォン・ウーデやブルーノ・ピグルハイン、マックス・リーバーマンといった画家たちと親しくなり、ミュンヘンの国際美術展に出展した。1883年にもパリ、オランダを旅し、1884年秋、しばらくミュンヘンで活動し、その後、ベルリンに移った。1888年にミュンヘンに戻り1891年12月にミュンヘン美術院の教授に任じられた。
1892年4月に「ミュンヘン分離派」の創立メンバーとなり、初代の事務局長となった。1897年に、絵画のモデルとして男娼を使ったというスキャンダルが起こり、スキャンダルはヘッカーの個人生活に及び、美術院を辞職した。1897年から1901年の間はイタリアに滞在した。1901年からは、故郷のドウゴポレ＝グルネに戻り活動した。

## 作品

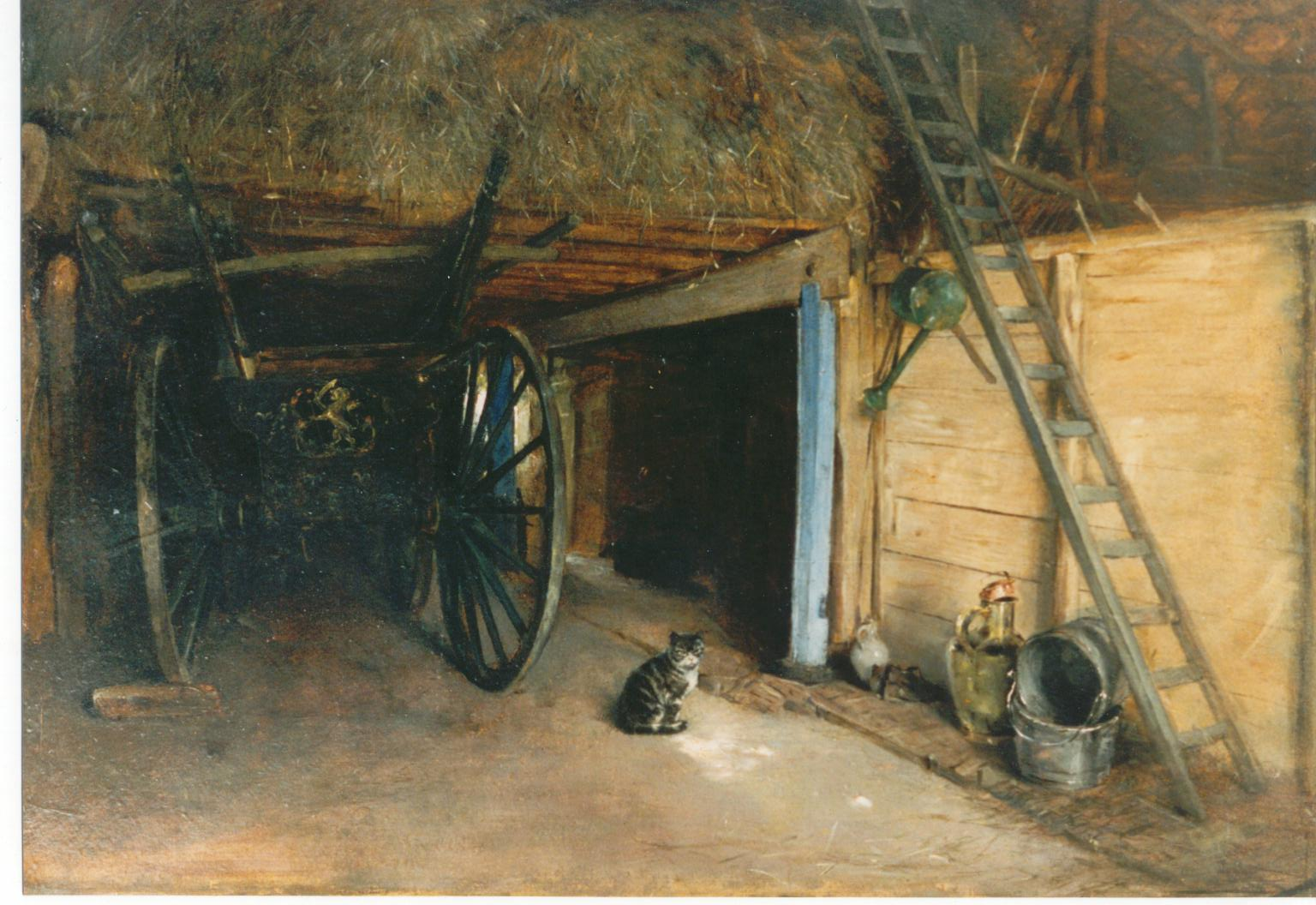
"Leiterwagen"　(1889)
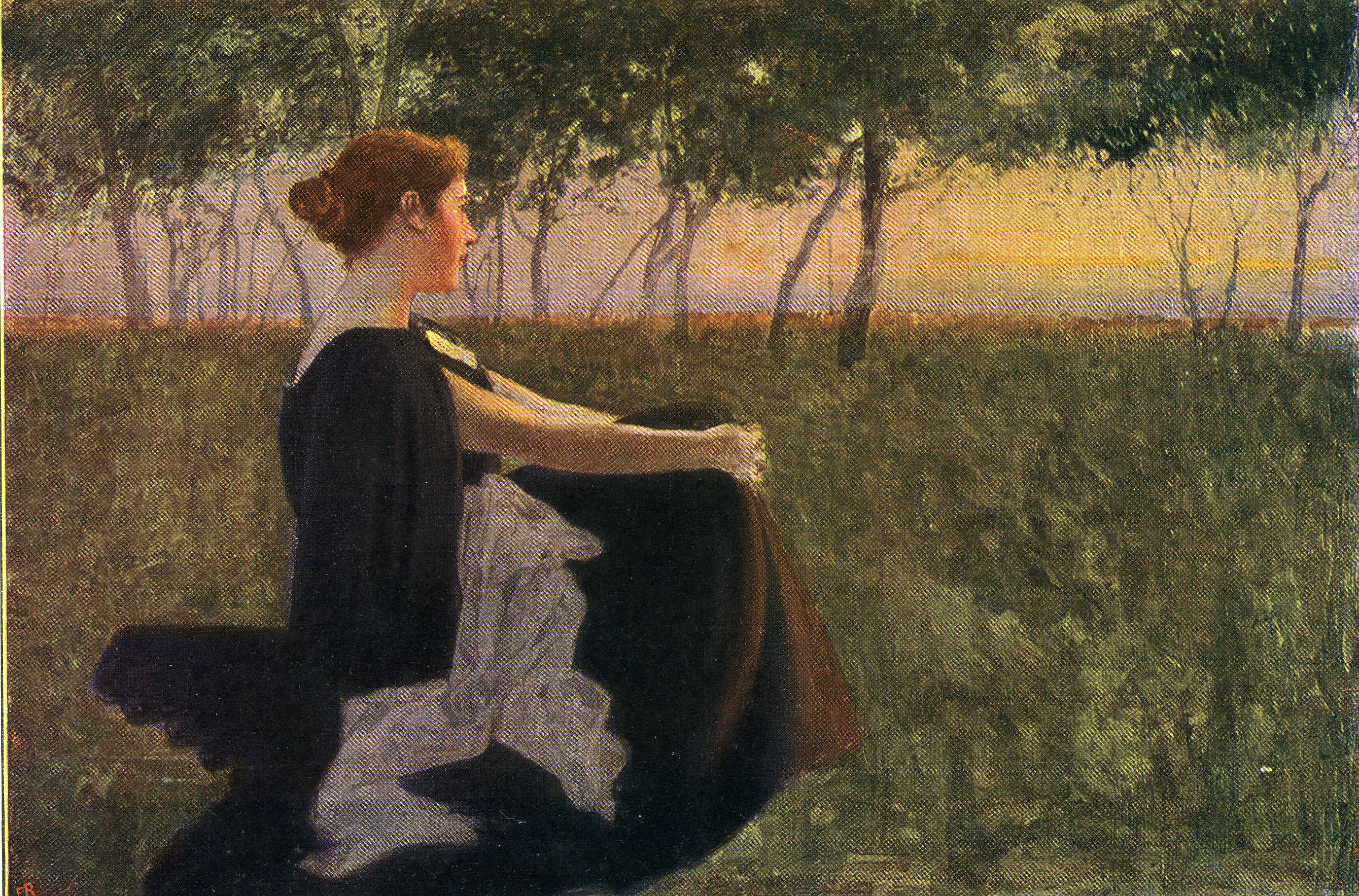
"Abend" (1897)
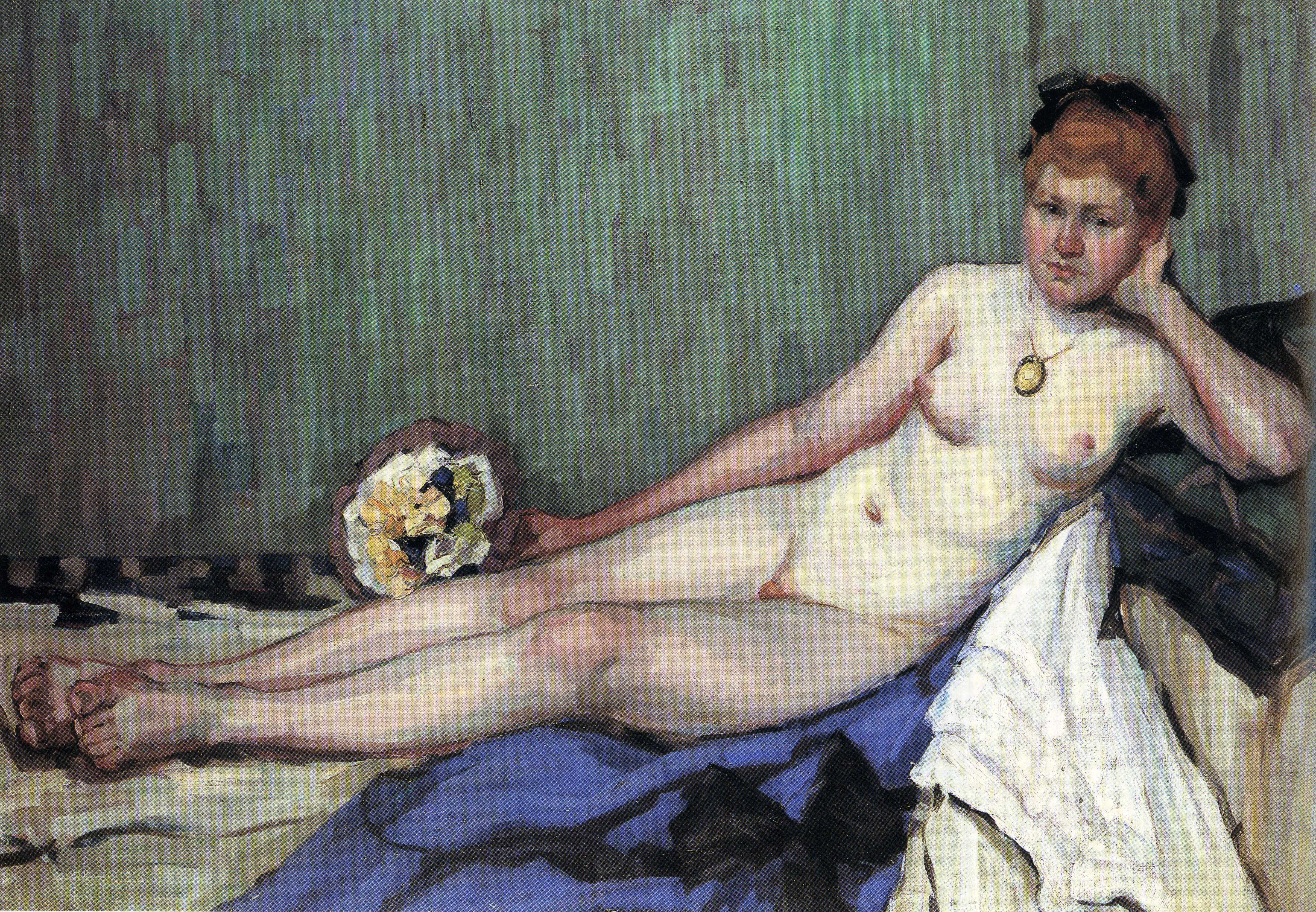
"Akt mit Strauß" (1905)
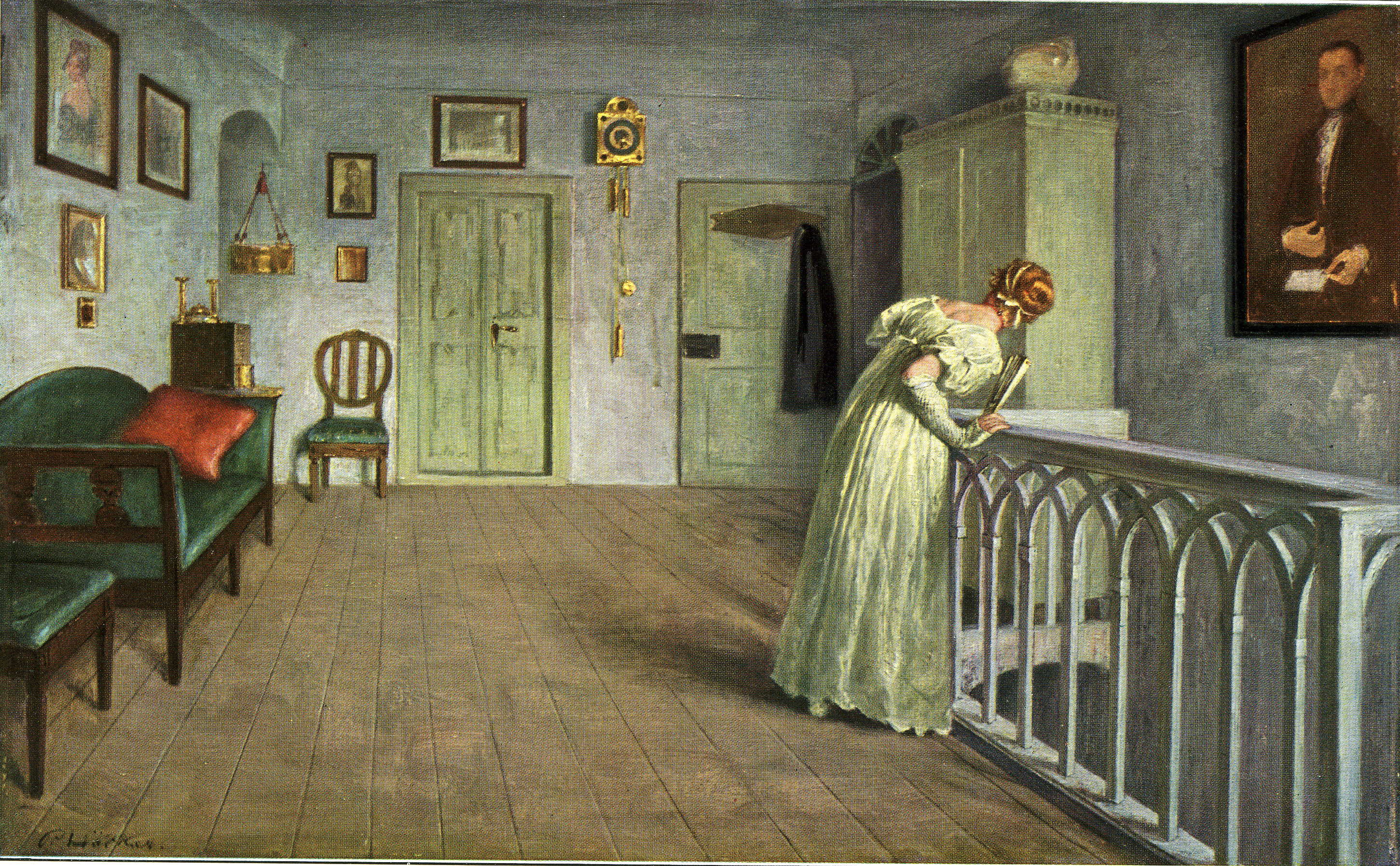
"Erwartung" (c1900)
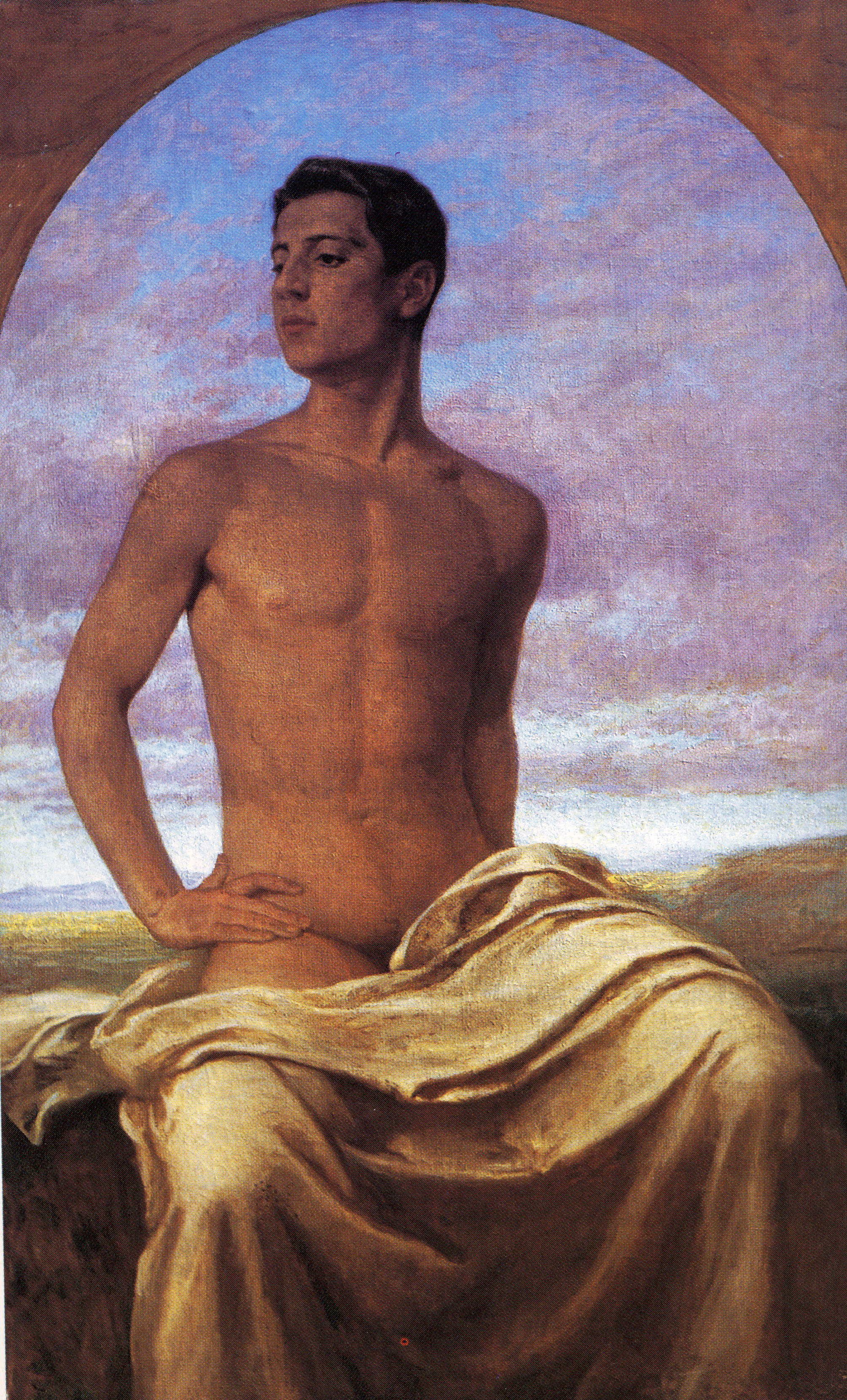
"Nino" (1904)
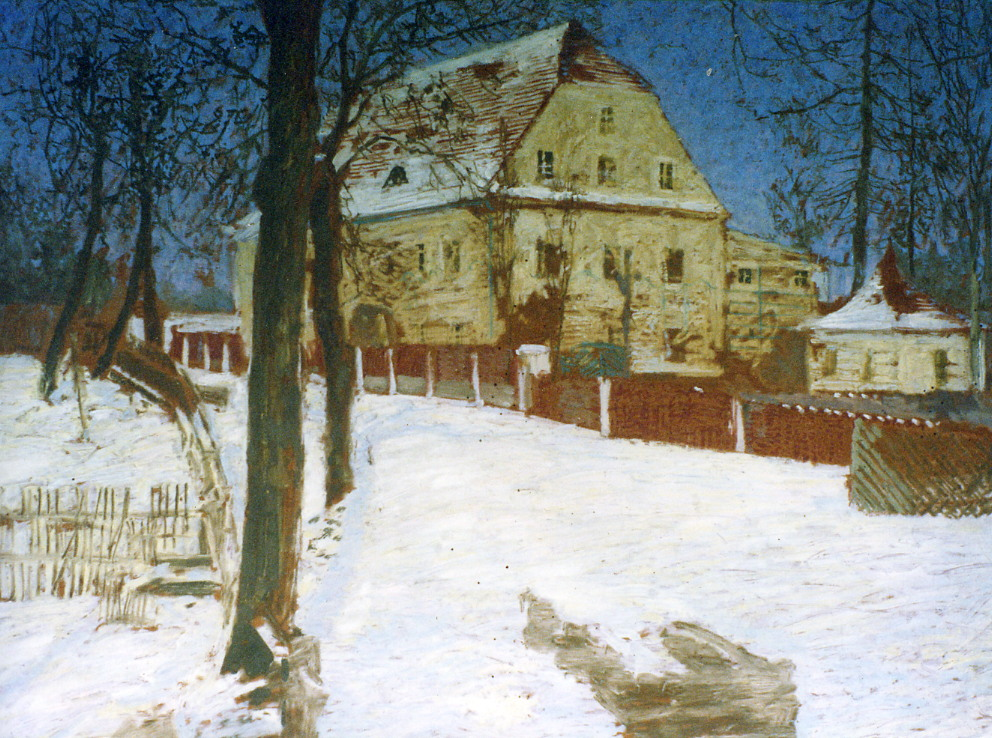
(1905)

## 追贈
19世紀後半のミュンヘンのアートシーンで重要な役割を果たしたにもかかわらず、パウル・ヘッカーは今日ではほとんど知られていない。これはおそらく、彼が同性愛に関連して教授職を辞めたという事実によるものである。2019年10月、画家の生涯と作品を調査するために「Forum Queeres Archiv München」に研究グループが結成され、 パウル・ヘッカーの家族が所有する彼の作品の一部が「Forum Queeres Archiv München」のアーカイブに組み込まれデジタル化された。